# واینهورن
شهر واینهورن (به آلمانی: Weißenhorn) در ایالت بایرن در کشور آلمان واقع شده‌است.